# Neogryllopsis transversalis
Neogryllopsis transversalis är en insektsart som beskrevs av Otte, D. 1983. Neogryllopsis transversalis ingår i släktet Neogryllopsis och familjen syrsor. Inga underarter finns listade i Catalogue of Life.